# "Whispering" Jack Smith

Etiketten till "Whispering" Jack Smiths insjungning av "Ich küsse ihre Hand, Madame" (1928) på His Master's Voice.

"Whispering" Jack Smith, född Jacob Schmidt 31 maj 1898 i Bronx, New York, död där 13 maj 1950, var en amerikansk sångare (baryton) och pianist.
Med sin lågmälda, nästan pratsjungande sångstil räknas Smith till en av populärmusikens allra första "crooners". Själv hävdade han att sångsättet var en ofrånkomlig följd av att han utsatts för en gasattack under sin tjänstgöring i Frankrike under första världskriget. Detta var dock troligen mest en PR-gimmick, och det är omvittnat att Smith, när han uppträdde för levande publik i stora lokaler, kunde sjunga även kraftfullt. I radio och på skiva nyttjade han dock sitt "viskande" musikaliska föredrag till full effekt. Ofta var hans eget pianoackompanjemang den enda musikaliska uppbackningen.
Jack Smith skivdebuterade 1925 på märket Victor och fick under de kommande åren ett antal stora försäljningsframgångar, däribland främst "Gimme A Lil' Kiss, Will Ya, Huh?" (1926) och "Me And My Shadow" (1927).
Åren 1926–1928 uppträdde Smith regelbundet i olika revyer i London och vann stor popularitet även hos den brittiska publiken. Som ett exempel härpå kan nämnas att när den engelske orkesterledaren Jack Hylton spelade in en skiva med imitationer av kända amerikanska musiker och sångare hörde Smith till de imiterade tillsammans med bland annat Louis Armstrong och Tommy Dorsey. Han framträdde också med stor framgång i Berlin 1928 och gjorde där en tvåspråkig insjungning av den stora tyska schlagern "Ich küsse ihre Hand, Madame". 
I början av 1930-talet försökte Smith inleda en filmkarriär i Hollywood men utan större framgång, och under resten av decenniet dalade hans stjärna successivt trots uppträdanden i radio och på kabaréer. Ett försök till comeback 1940 gav ingen större effekt.
Smith skall inte förväxlas med den samtida sångaren och pianisten Art Gillham (1895–1961), vilken var känd som The Whispering Pianist.